# 加拿大音樂名人堂
加拿大音樂名人堂（英語：Canadian Music Hall of Fame），由加拿大錄音藝術與科學學院於1978年成立，以表彰加拿大音樂家的終身成就。每年獎項的頒發都是朱諾獎頒獎禮的一部分。自2012年起，入選者會在頒獎禮作壓軸的表演嘉賓。
2016年開放的名人堂設施擺放在卡加利的國家音樂中心之內。5樓全層的展品都致力於慶祝和表彰在加拿大以及全球留下印記的加拿大音樂創作者和藝術家。

## 外部連結
- Official Website （页面存档备份，存于）
- Juno Awards - Canadian Music Hall of Fame （页面存档备份，存于）